# Stormvloed van 1566
De stormvloed van 1566, die in Noord-Holland veel vernielingen aanrichtte, viel in het voorjaar, terwijl de meeste stormrampen in de herfst of winter plaatsvonden. Zowel zeedijken als binnendijken werden getroffen.

## Stormrampen
In Zeevang, een dijkgraafschap met de bannen (rechtsgebieden) Edam, Middelie, Warder, Kwadijk en Oosthuizen, vonden in de zestiende eeuw verschillende stormrampen plaats, waarvan die van 1532, 1552, 1560 en 1566 in een manuscript uit 1567 genoemd werden. Dit was geschreven door secretaris Jehan Purtyck in opdracht van commissaris Jacob van Quesnoy, beiden verbonden aan het Hof van Holland en werd in 1965 door Lex Ritman ontcijferd. De stormrampen veroorzaakten talrijke beschadigingen en zelfs dijkbreuken, zodat men gedwongen werd om inlaagdijken (naar binnen verlegde dijkvakken) te leggen, zoals in 1532, 1552 en 1566, die in het manuscript genoemd werden. Inlaagdijken werden  behalve bij dijkbreuken, waarbij door kolkgaten de dijk niet op de oude plaats terug kon komen, ook gelegd wanneer men inzag dat een dijk zich door afname van het voorland (buitendijks gebied) niet lang meer zou kunnen handhaven. Door deze inlaagdijken ontstond een "horn ofte crompte", een kromming in de dijk. In het manuscript werd over een "inlaegerdyck" (inlaagdijk) of "ingeleyde dyck" (ingelegde dijk) gesproken. Het naar binnen verleggen van een dijk die niet meer te handhaven is, noemde men een "inlaege"(inlaag). Tegenwoordig verstaat men onder inlaagdijken en inlagen iets anders. Dit kan tot verwarring leiden. In het manuscript noemde men het dijkvak dat door een inlaagdijk werd buitengedijkt een "dyckstal"(dijkstaal). Bij de inlaagdijk tussen Axwijk en Kwadijk en die voor het klooster van de Bernardijnen van  Galilea, tussen de Nieuwendam en Ilpendam, lag nog de oude dijkstaal.

## 1566
Bij de ramp van 1566, die in de Paasdagen viel, had de wind aanvankelijk uit noordwestelijke richting gewaaid, waardoor het water van de Noordzee in de Zuiderzee gestuwd was, maar na lange tijd draaide hij naar het noordoosten. Hierdoor sloeg het water met grote kracht tegen de zeedijken van Drechterland, Zeevang, Katwoude, Waterland, Marken, Amstelland en Gooiland, waardoor deze op verscheidene plaatsen zwaar beschadigd werden.
Behalve de zeedijken werden ook enkele binnendijken ernstig beschadigd, zoals de Beemsterdijk bij en in Oosthuizen, waarover in het manuscript geschreven stond dat de golven over de dijk tegen de westelijke muur van de kerk sloegen, de dijk beschadigden en de ketel van de kerkgoot deden overlopen omdat deze het water niet verwerken kon. De schade die aan de Beemsterdijk voor de kerk werd toegebracht was des te groter omdat het voorland ontbrak en ook op andere plaatsen afwezig of zeer smal was. De inlaagdijk die in 1566 ten noorden van Hobrede gelegd werd, was zonder twijfel aan deze stormramp toe te schrijven.

## Oostdijk
De Oostdijk of Zeevangs-zeedijk, die met name vermeld werd, had niet overal evenveel schade geleden omdat deze onder meer van de grootte van het voorland afhing. Op  veel plaatsen was de dijk niet of nauwelijks aangetast, maar op andere punten was hij ernstig beschadigd. In het algemeen kon gesteld worden dat de helft van de ingelanden niet veel meer dan een "croene opte deympte" (geldstuk en landmaat) aan onkosten te dragen had, terwijl de rest meer of minder aan reparaties moest uitgeven. Normaal kwam een dergelijke storm niet voor, en slechts 8 of 10 jaar geleden waren er enige stormen geweest die de Oostdijk ernstig beschadigd hadden.

## Vergadering
Ongeveer drie weken na de storm van de Paasdagen van 1566 werd in het gasthuis te Edam een vergadering gehouden, waarop de burgemeester van Edam, de schepenen van Oosthuizen en de vredemakers van Kwadijk, Warder en Middelie aanwezig waren. Men wilde zich over de door de stormramp veroorzaakte kosten beraden.
Op deze bijeenkomst werd een verzoekschrift van de ingelanden van de Oosterweren, die ten oosten van de Ye (het Die) lagen, door de burgemeester van Edam, Claes Heynricxz. Lou, voorgelezen. Dit verzoekschrift was gericht aan het "gemeen gerechte" van Edam en de "vredemaickers" van Zeevang. De Oosterweren vroegen om toestemming voor het leggen van een  inlaagdijk in de Oostdijk op kosten van geheel Zeevang. Het antwoord van de vergadering luidde dat de ingelanden van de Oosterweren eerst voor de nodige dijkreparaties moesten zorgen en daarna opnieuw een verzoek mochten indienen, maar dat men er in principe niet afwijzend tegenover stond dat deze inlaagdijk door het "gemeene landt" als een "gemeen werck" gelegd zou worden. Kortom: voor gemeenschappelijke rekening. Volgens getuigen uit het manuscript was deze inlaagdijk zeer waarschijnlijk gelegd, omdat men niets over een weigering vernomen had.

## Walen
In het kader van het voorafgaande is het verhelderend een overzicht te geven van de walen (kolkgaten) die in 1567 waargenomen werden, zij het eventueel als  inmiddels droge laagten. Ook inmiddels door dichten spoorloos verdwenen walen werden genoemd als men zich deze nog in 1567 kon herinneren. In de zestiende eeuw werden deze  braeck, breeck, wael, weel, grontbraeck en grontwael genoemd. Deze kolkgaten ontstonden bij een dijkbreuk aan de binnenzijde, en waren rond de Purmer en Beemster, althans volgens de aanwezigen, ouder dan de Nieuwendam over de Purmeraa (1400 of 1401) die bescherming bood tegen de Zuiderzee. Hierop waren twee uitzonderingen: de waal ten zuiden van de Slingerdijk (tussen Oosthuizen en Etersheim) en één in de Axwijker dijk. De laatste was door het leggen van een inlaagdijk buitengedijkt. 
In het manuscript werd nauwkeurig beschreven hoe de walen er in 1567 uitzagen. Ze konden geheel uit water bestaan of deels en dan verder begroeid met riet/biezen. Ook konden ze geheel begroeid zijn geraakt. Verder had men ook gaten geheel of deels gedicht. In het laatste geval bestond de rest van het oppervlak dan uit water, water en riet/biezen of geheel uit deze planten. De walen werden gedicht met aarde, zoden of modder en vervolgens gebruikt als hooiland, haverland, erf of bouwgrond voor huizen.
Tussen de Nieuwendam en Ilpendam waren 7 walen en tussen deze plaats en Purmerend zelfs 22. Iets ten oosten daarvan lag 1 waal. Tussen Edam en Axwijk waren 2 walen en in deze plaats zelf 4. Van Axwijk naar Kwadijk gaand, kwam men  er 2 tegen en in Kwadijk zelf lagen er 7 (vroeger waren er nog enkele meer). Tussen Hobrede en Oosthuizen werden geen walen aangetroffen en ten zuiden van de Slingerdijk 1 (uit 1552). Rond de Purmer werden zo'n 50 walen genoemd, maar eertijds zullen er meer geweest zijn. Van een aantal is de naam bekend: Dirck Heynezoons braeck en Gerrit Foppezoons braeck in Axwijk en  Cruysbreeck, Willem Maertszoons braeck, Jacob Wouterszoons braeck en Campbreeck in Kwadijk.

## Inlaagdijken
Een overzicht van de inlaagdijken in het gebied maakt het beeld compleet. Tussen Edam en de Nieuwendam aan de Purmer lagen er 4, tussen deze dam en Ilpendam lag er 1, tussen Edam en Kwadijk vond men er 3 (de zuidelijke, naar schatting  meer dan 30 jaar oud, en middelste waren jonger dan de Nieuwendam), in Kwadijk 1 (ongeveer 30 jaar terug gelegd) en tussen Hobrede en Oosthuizen 3 (van zuid naar noord: 1566, 1552 en ouder). Van enkele inlaagdijken is de naam bekend. Tussen Edam en de Nieuwendam lag als eerste de Driespronck en van het westeind van Axwijk tot het oosteind van Kwadijk strekte zich de Quae Horn uit. Een interessant detail is, dat ten westen en ten oosten van Axwijk een door de inlaagdijk buitengedijkte waal lag, terwijl voor het klooster van de Bernardijnen van Galilea, tussen de Nieuwendam en Ilpendam, een waal achter de inlaagdijk lag. Deze walen en inlaagdijken staan in het bovenstaande reeds vermeld.